# オーギュスト・ミケル
ルイ・ジョセフ・オーギュスタン・ミケル、通称オーギュスト・ミケル（仏: Louis Joseph Augustin Miquel, Auguste Miquel、1816年2月8日 - 1851年3月1日
）は、フランスの数学者。平面幾何学の分野でミケルの定理と呼ばれる諸定理を発見した。社会民主主義者で山岳党に所属していた。

## 経歴
1834年から1835年の間、トゥールーズのリセで人文科学と科学を学んだ。グランゼコールの入試対策を行う私立学校である institution Barbet で高等師範学校の入学試験に向けて準備した。 1836年、雑誌 Le Géomètre への寄稿で（ヤコブ・シュタイナーが発表した）ミケルの四辺形定理の完全な証明を行った。現在単にミケルの定理と言われる定理は、1838年にリウヴィルの Journal de mathématiques pures et appliquées 誌で発表された。ミケルは高等師範学校試験で落第したが、ナンテュアで数学の助教授職を得た。その後もリウヴィルの雑誌に曲線の理論や、円や球の交点に関する記事を発表した。この記事がアントワーヌ・オーギュスタン・クールノーの関心を惹いた。雑誌への寄稿を続けつつもサン＝ディエやカストル（1940年）で教職を続けた。
1842年と1844 - 1846年、ミケルは休暇を取って社会団体に関する政治的・社会的な考えを執筆した。バニョール＝シュル＝セーズとル・ヴィガンで教鞭を執った後、ル・ヴィガンの山岳党員になった。 1849年の対ローマ防衛軍遠征に抗議したため、停職処分を受けた。
1851年3月1日、ル・ヴィガンにて35歳で没した。

## 出版物
- 数学
  - Auguste Miquel (1838). “Sur quelques questions relatives à la théorie des courbes”. Journal de Mathématiques Pures et Appliquées:  202.
  - A. Miquel (1838). “Théorèmes de géométries”. Journal de mathématiques pures et appliquées:  485.
  - Mémoire de Géométrie
    - Auguste Miquel (1844). “Mémoire de Géométrie (partie I)”. Journal de mathématiques pures et appliquées:  20-26.
    - Auguste Miquel (1845). “Mémoire de Géométrie (partie II)”. Journal de mathématiques pures et appliquées:  347-350.
    - Auguste Miquel (1846). “Mémoire de Géométrie (partie III)”. Journal de mathématiques pures et appliquées:  65-73.
- 社会科学
  - Aug. Miquel (1844). De l'organisation du corps social (imprimerie d'Aug. de Labouisse-Rochefort ed.). Toulouse
  - Aug. Miquel (1845). De l'organisation du corps social (livre second) (imprimerie d'Aug. de Labouisse-Rochefort ed.). Toulouse